# 上飯田連絡線
上飯田連絡線株式會社（日语：／ Kami-iida link Line */?），簡稱上飯田連絡線，是一家由名古屋鐵道公司等及愛知縣、名古屋市、小牧市、春日井市、犬山市所合組的第三部門鐵路公司、第三種鐵道事業公司。

## 年表
- 1994年（平成6年）1月17日 上飯田連絡線株式會社設立。
- 2003年（平成15年）3月27日 開業。
- 2020年（令和2年）12月1日 總公司從北區上飯田遷至中區丸之內三丁目[2]。

## 路線列表
上飯田連絡線僅持有下列路線，沒有營運列車，為第3種鐵道事業者。以下路線全部都由第2種鐵道事業者營運列車。
| 路線記號 | 中文線名 | 日文線名 | 第2種鐵道事業者 | 起點          | 終點           | 距離（公里） |
| -------- | -------- | -------- | --------------- | ------------- | -------------- | ------------ |
| KM       | 小牧線   |          | 名古屋鐵道      | 味鋺（KM12）  | 上飯田（KM13） | 2.3          |
|          | 上飯田線 |          | 名古屋市交通局  | 上飯田（K01） | 平安通（K02）  | 0.8          |

## 外部連結
- 上飯田連絡線 （页面存档备份，存于） （日語）